# Mòng biển Hartlaub
Mòng biển Harlaub (danh pháp khoa học: Chroicocephalus hartlaubii) là một loài chim trong họ Laridae.
which is a non-migratory breeding resident endemic to the Atlantic Ocean coastline of South Africa and Namibia. Although it is predominantly coastal 
Đây là một loài không di cư đặc hữu của bờ biển Đại Tây Dương của Nam Phi và Namibia. Mặc dù loài chim này chủ yếu sinh sống ven biển hoặc cửa sông, chúng không phải là một loài sống ở biển khơi, và hiếm khi được nhìn thấy ở khu vực biển xa bờ. Trước đây loài này đôi khi được coi là một phân loài của mòng biển bạc (C. novaehollandiae), và, như là trường hợp với nhiều mòng biển, loài này theo truyền thống đã được đặt trong chi Larus nhưng hiện nay được đặt trong chi Chroicocephalus.
Khoảng một nửa tổng số lượng loài này, hiện ước tính vào khoảng 30.000 cá thể, nằm trong khu vực Đại Cape Town. Loài chim này sinh sống ở các quần thể, và quần thể sinh sản truyền thống chính cho khu vực Cape Town là trên đảo Robben. Những con chim trưởng thành bay vào đất liền để tìm thức ăn cho chim con của chúng, một chuyến bay vòng dài khoảng 24 km.
Gull Hartlaub là dài 36–38 cm. Màu lông chủ yếu là màu trắng với phía dưới cánh và lưng màu xám, đầu cánh màu đen với dễ thấy nền màu trắng, còn mỏ và chân đỏ đậm. Trong thời gian sinh sản chúng có chỏm đầu xám oải hương rất nhạt, nếu không thì có đầu màu trắng tinh. Chim trống và chim mái có bề ngoài như nhau. Loài này khác với mòng biển đầu xám lớn hơn một chút ở chân đỏ đậm hơn và mỏ tối hơn và mỏng hơn, đầu trắng hơn, đôi mắt đen.

## Hình ảnh

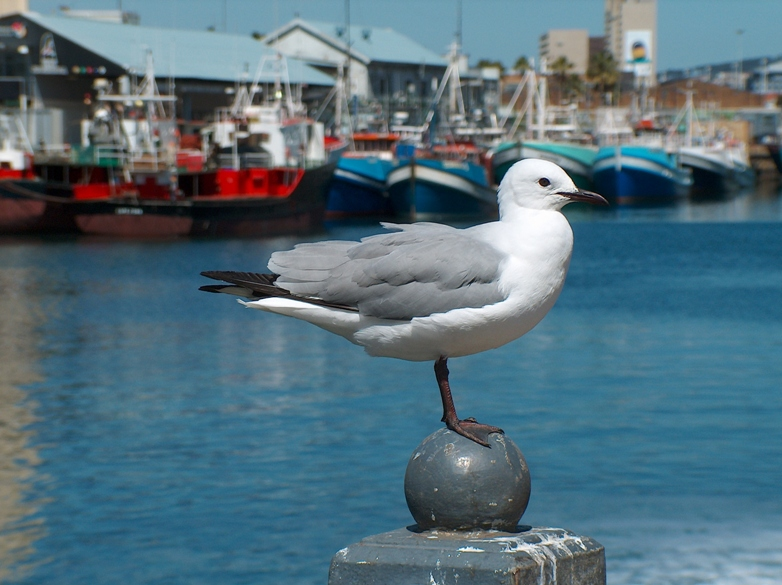
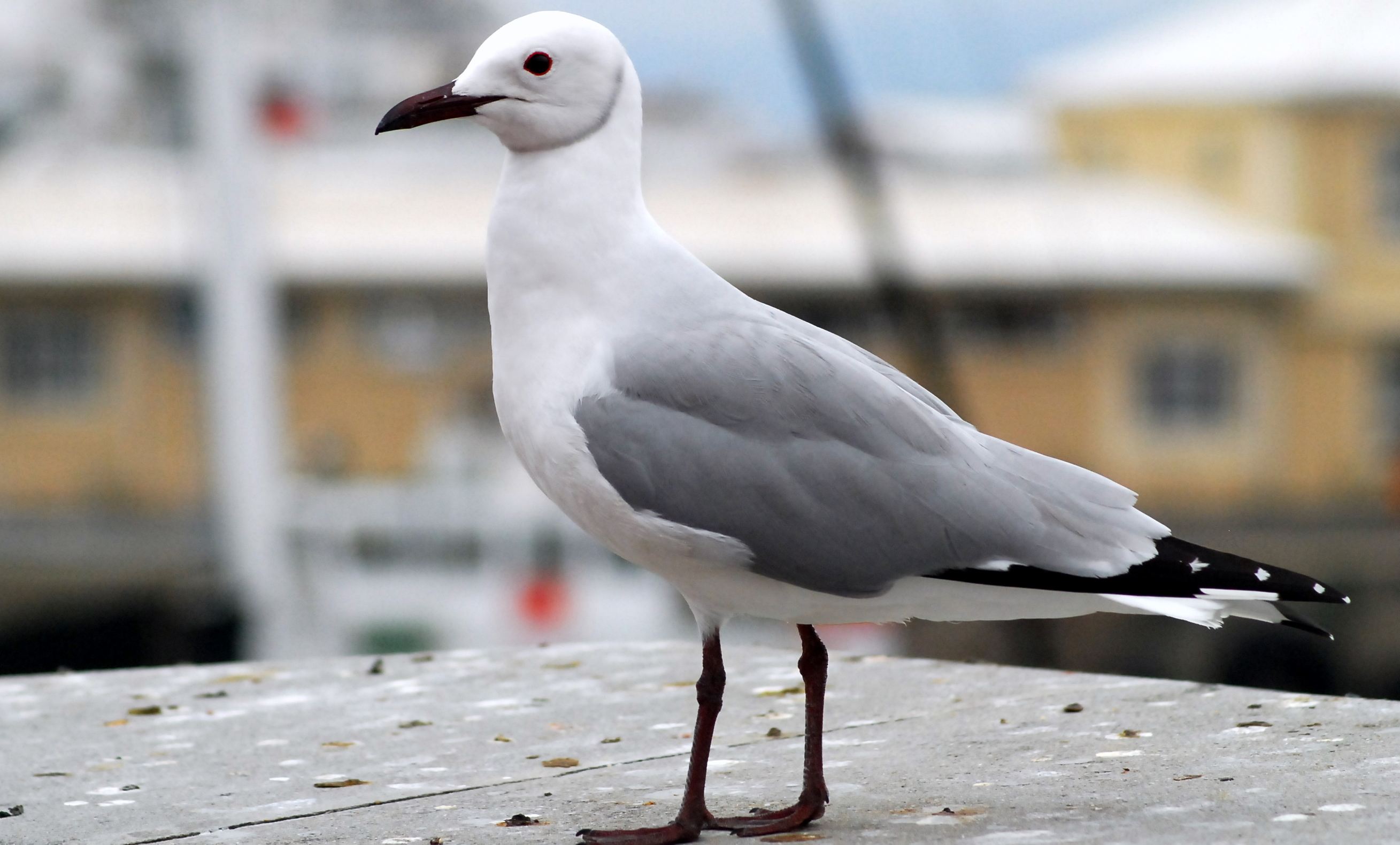
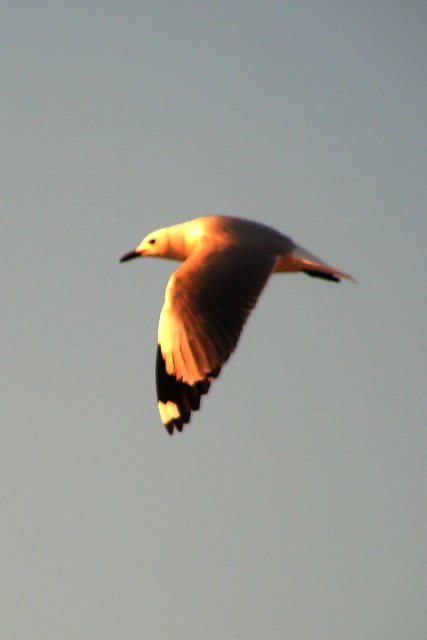
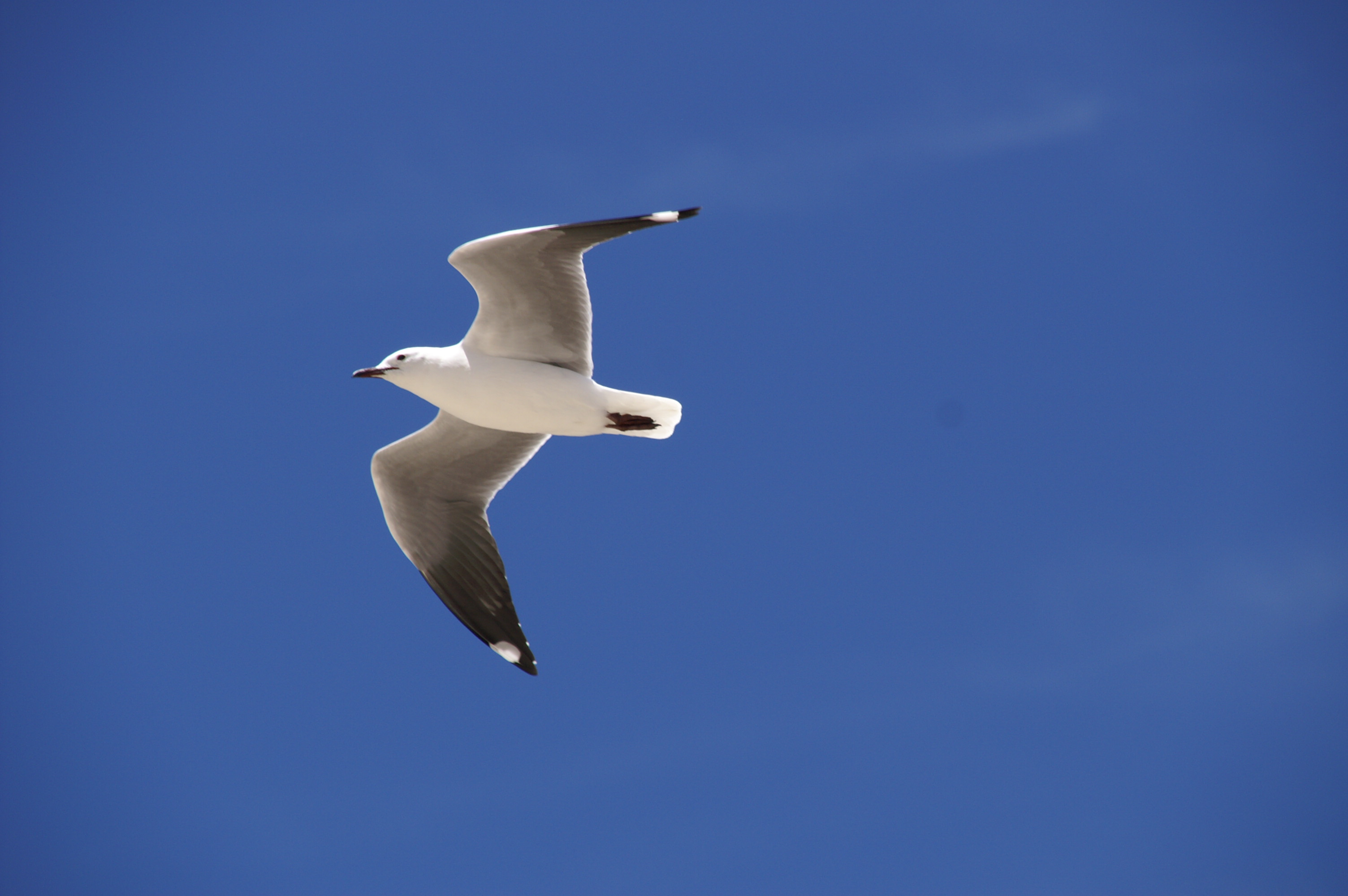
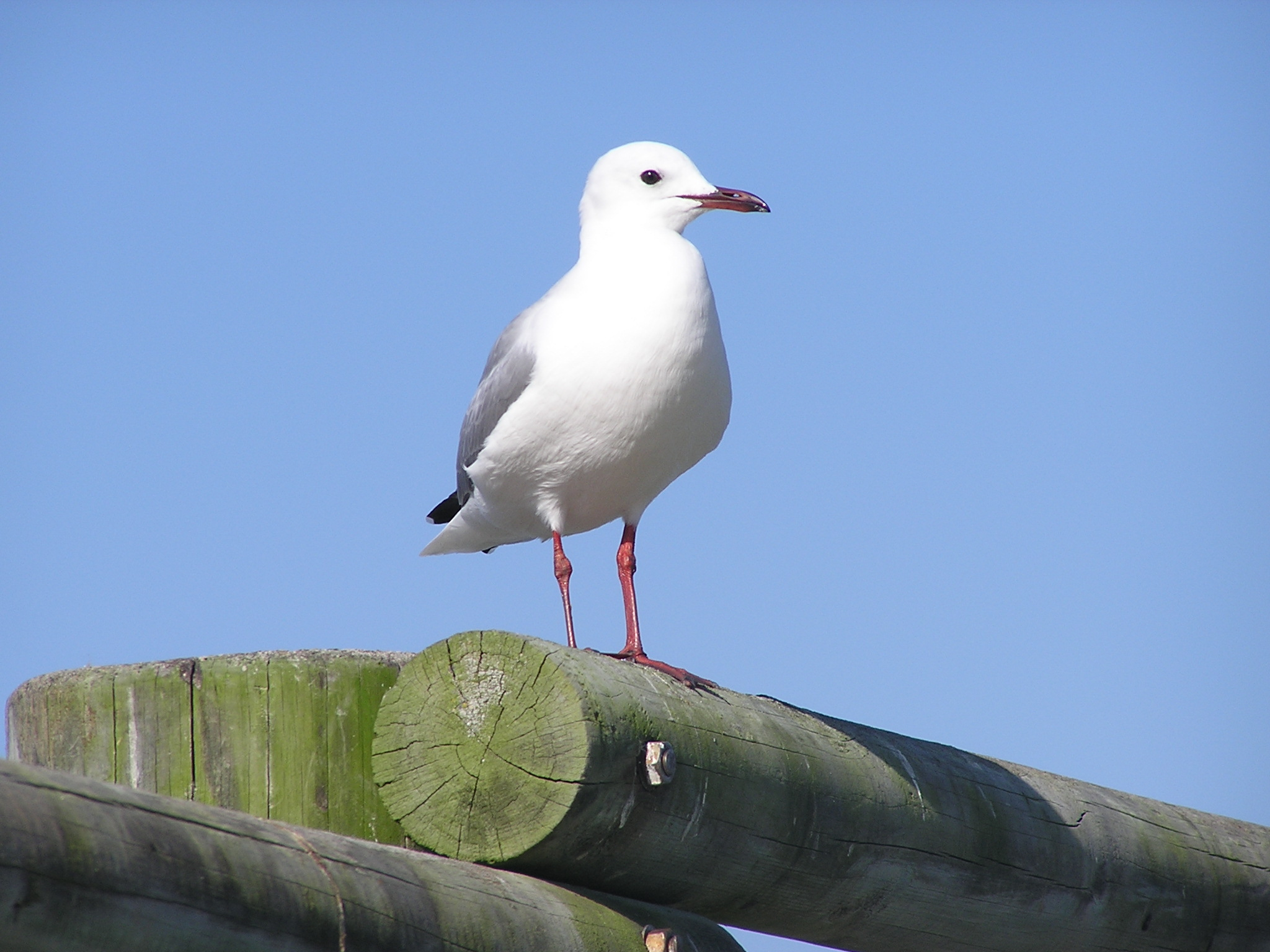
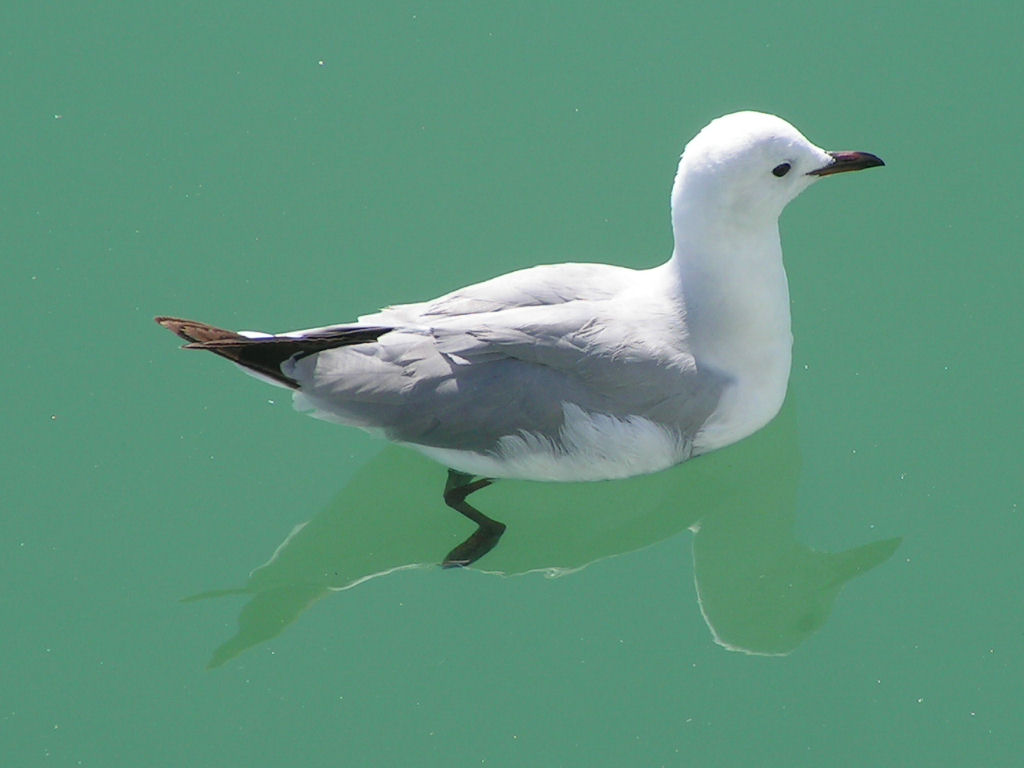